# إرنست روكرت
إرنست روكرت (بالألمانية: Ernst Rückert)‏ (و. 1886 – 1950 م) هو ممثل مسرحي، وممثل أفلام ألماني، ولد في برلين، توفي عن عمر يناهز 64 عاماً.

## وصلات خارجية
- إرنست روكرت على موقع IMDb (الإنجليزية)
- إرنست روكرت على موقع ألو سيني (الفرنسية)
- إرنست روكرت على موقع قاعدة بيانات الأفلام السويدية (السويدية)
- إرنست روكرت على موقع قاعدة بيانات الفيلم (الإنجليزية)
- إرنست روكرت على موقع كينوبويسك (الروسية)
- إرنست روكرت في قاعدة بيانات الأفلام على الإنترنت